# هرنادتستسه
هرنادتستسه (به مجاری:  Hernádcéce) یک منطقه‌ی مسکونی در مجارستان است که در بورشود-آبااوی-زمپلن واقع شده‌است.